# Hór-patak
A Hór-patak a Bükkben ered Répáshutától északnyugati irányban Gyertyánvölgy fölött. A répáshutaiak szerint a patak szelet is kelt, amelyet a Hór szelinek hívnak, melyet valójában a patak által kivájt szurdokvölgyben lefelé áramló hideg légáramlatok okoznak.
A patak felső vízgyűjtő területe a Déli-Bükk völgyeinek vizeit gyűjti össze, melyek elsősorban a Balla-völgy, a Pazsag-völgy időszakos vizeit, illetve a Hosszú-völgy és a Hideg-patak völgyének vizeit gyűjti össze.
A Hór-patakról elnevezett Hór-völgyében található a Suba-lyuk nevű barlang, amely Cserépfalutól mintegy 1,5 kilométernyire található.

## Lefolyása

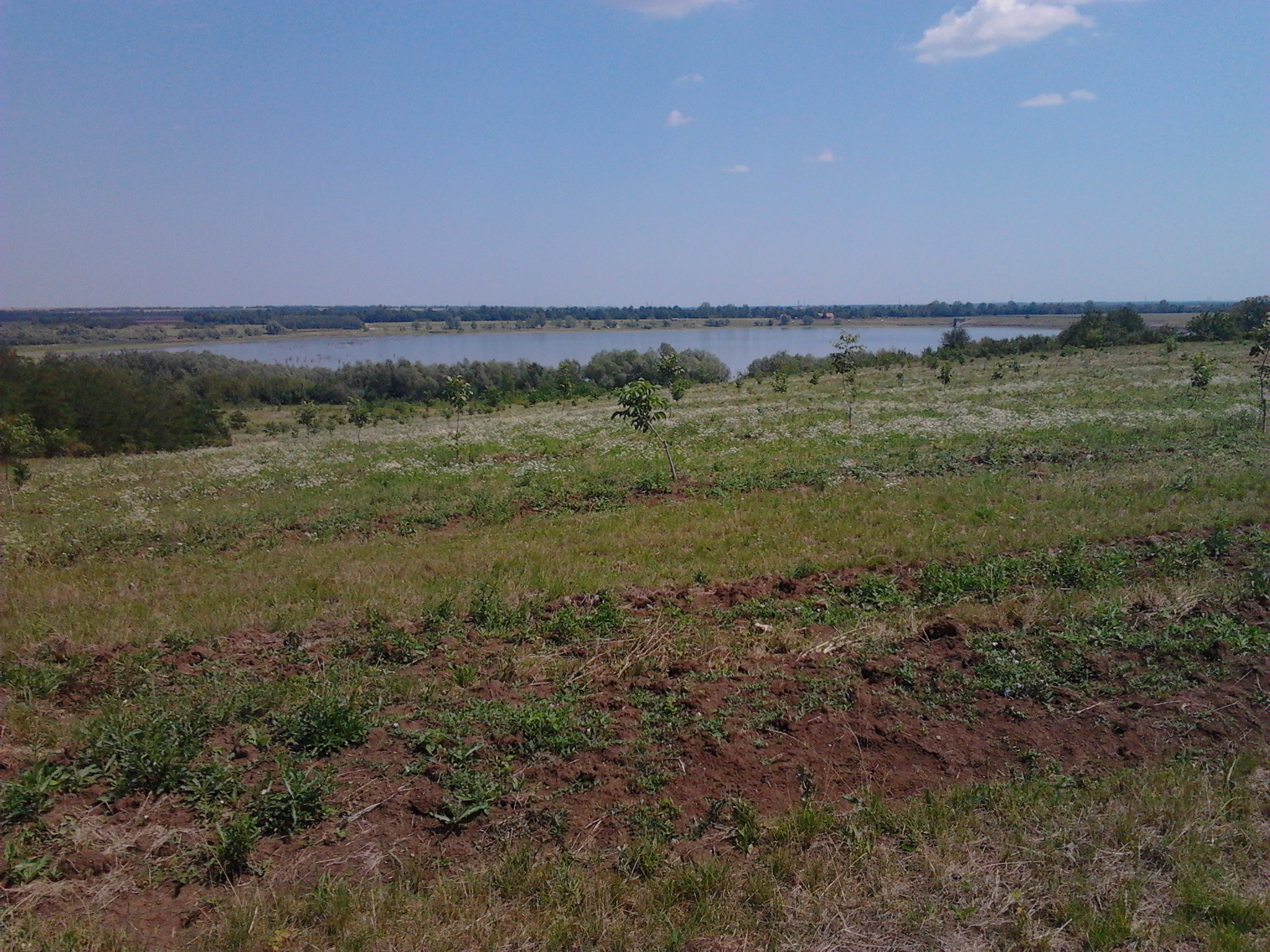
A Hórvölgyi-víztározó Mezőkövesd és Bogács között

A Hór-patak a Bükk hegységben ered, majd innen először délnyugatnak veszi útját, átvág Répáshután, majd innen délnek fordul és átvágva az Egri-Bükkalja dimbes-dombos vidékén az Alföld északi peremvidékére ér, s Mezőkövesd alatt beleömlik a Kánya-patakba. Beletorkollik a Mész-patak (hossza 3 km), a Cseresznyés-patak (hossza 8 km; vízgyűjtője 10 km2), a Szoros-patak (9,5 km; 17 km2), valamint számos kisebb vízfolyás. A Hór-patakon hozták létre a Hórvölgyi-víztározót Mezőkövesdtől északra.
A patak érinti a Bükki Nemzeti Park területét, folyását pedig majdnem teljes hosszában végigkíséri a völgyében húzódó 2511-es út.

### Vízrajzi adatai
A patak teljes hossza 30,5 km. Vízgyűjtője 151,7 km2 (más források szerint 171 km2). Közepes vízhozama a Hórvölgyi-víztározóba való beömlésénél (vízgyűjtője idáig 131 km2) 0,23 m3/s, a torkolatánál a víztározó létrehozása előtt 0,24 m3/s volt (ugyanitt a legkisebb 0, a legnagyobb 37 m3/s). Jelenleg átlagosan 0,01 m3/s a Kánya-patakba kerülő vízmennyiség, mivel a víztároló alatti szakaszának a medre gyakorlatilag száraz.

## Állatvilága
A patak halfaunáját a következő halak alkotják: bodorka (Rutilus rutilus), dévérkeszeg (Abramis brama), domolykó (Leuciscus cephalus), ezüstkárász (Carassius gibelio), jászkeszeg (Leuciscus idus), karikakeszeg (Abramis bjoerkna), kövi csík (Barbatula barbatula), ponty (Cyprinus carpio), réti csík (Misgurnus fossilis), sügér (Perca fluviatilis), tiszai küllő (Gobio carpathicus), vágó csík (Cobitis elongatoides).

## Növényvilága
A patak völgyének magasabban fekvő részeiről ismert növényfaj a bugás fürtösveronika (Pseudolysimachion spurium (L.) Rauschert subsp. foliosum (W et K) Harle).

## Védett területek a patak mentén
- Bükki Nemzeti Park

## Part menti települések
A Hór-patak mentén fekvő településeken összesen közel 20 000 fő lakik.
- Répáshuta
- Cserépfalu
- Bogács
- Mezőkövesd